# آرشي جاكسون
آرشي جاكسون (بالإنجليزية: Archie Jackson)‏ (25 يناير 1901 في المملكة المتحدة - 11 نوفمبر 1985) هو لاعب كرة قدم بريطاني (وحمل سابقاً جنسية المملكة المتحدة لبريطانيا العظمى وأيرلندا) في مركز الدفاع. لعب مع نادي تشستر سيتي ونورثويتش فيكتوريا.